# 52-Hertz-Wal

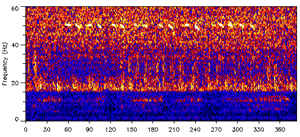
Ein Spektrogramm des 52-Hertz-Walgesangs

Grober Lebensraum des 52-Hertz-Wals vor der Westküste der USA

Der 52-Hertz-Wal ist ein individueller Wal, der als einziger auf einer für ihn charakteristischen Frequenz von 52 Hertz singt. Dadurch kann er nicht mit anderen Walen kommunizieren und bewegt sich unabhängig von ihnen. Man bezeichnet ihn daher auch als „einsamsten Wal der Welt“. Die Spezies des Wals ist unbekannt; aufgrund seiner Wanderungen wird er in der Verwandtschaft von Blauwalen und Finnwalen vermutet, die auf viel tieferen Frequenzen singen.

## Besonderheiten
Die Tonsignatur ist die eines Wales, aber auf einer ungewöhnlichen Frequenz. Mit 52 Hertz ist sie nur geringfügig höher als der tiefste Ton einer Tuba. Die Klangfolge ist nicht die eines Blauwals oder Finnwals – sie ist kürzer und häufiger sowie auf einer höheren Frequenz. Blauwale singen normalerweise mit 15–20 Hz, Finnwale im Bereich um 20 Hz.
Die Wanderungen des 52-Hertz-Wals sind unabhängig von der Bewegung und Anwesenheit anderer Wale. Die Routen ähneln denen von Blauwalen, bezüglich ihrer zeitlichen Abfolge jedoch denen von Finnwalen. Jahrelang wurde das Tier von August bis Dezember im Pazifik registriert, während es sich im Januar und Februar offenbar außerhalb der Reichweite der Hydrophone befand. Es wanderte bis zu den Aleuten und dem Kodiak-Archipel und kam im Süden bis zur Küste von Kalifornien, wobei es täglich zwischen 30 und 70 Kilometer zurücklegte. Die aufgezeichnete Strecke schwankte saisonal zwischen 708 km und 11.062 km in der Saison 2002/2003.
Wissenschaftler der Woods Hole Oceanographic Institution waren bisher nicht in der Lage, das Tier zu identifizieren. Sie vermuten, dass es sich um ein Tier mit einer Fehlbildung oder eine Hybride zwischen einem Blauwal und einer anderen Art wie dem Finnwal handelt.
Die Stimme des Tiers wurde seit 1992 etwas tiefer, was darauf hindeutet, dass es gewachsen ist. Die Tatsache, dass es so lange beobachtet wurde und weiter gewachsen ist, weist auf eine gute Gesundheit hin. Trotzdem bleibt der Wal ein Einzelfall, da nur ein Tier pro Saison mit einer solchen Stimme geortet wurde.

## Geschichte
Der Wal wurde von einem Team der Woods Hole Oceanographic Institution entdeckt. Sein Rufzeichen wurde zuerst 1989, und dann wieder 1990 und 1991 aufgezeichnet. 1992, nach dem Ende des Kalten Krieges, hat die U.S. Navy einige Aufnahmen und Spezifikationen ihrer SOSUS Anti-U-Boot-Hydrophon-Arrays von der Geheimhaltung befreit und machte damit aufgezeichnete Daten für Wissenschaftler zugänglich. Von 1992 bis 2004 wurde der 52-Hertz-Walgesang mit diesem Geräuschüberwachungssystem regelmäßig nachgewiesen.
Auch 2015 wurde der Wal nachgewiesen. Mittlerweile liegt seine Stimme näher bei 46 Hz.
2010 wurden von weit voneinander entfernten Sensoren an der Küste von Kalifornien Signale im Bereich um 52 Hz aufgezeichnet, dies wird von einigen Wissenschaftlern als Hinweis auf die Existenz mehrerer 52-Hertz-Wale gewertet.